# Ryan Donk
Ryan Henk Donk (Amsterdã, 30 de março de 1986) é um futebolista profissional surinamês que atua como zagueiro.

## Carreira
Ryan Donk começou a carreira no RKC Waalwijk.